# William Henry Aspinwall
Pour les articles homonymes, voir Aspinwall.
William Henry Aspinwall, né le 16 décembre 1807 à Manhattan où il est mort le 18 janvier 1875, est un homme d'affaires américain.

## Biographie
Associé de la Howland & Aspinwall (en) à partir de 1835, il fonde la Pacific Mail Steamship Company ainsi que le Panama Canal Railway dont les travaux sont entrepris dès 1849. Il acquiert le Great Eastern et est en 1866 un des fondateurs de la Société de prévention contre la cruauté sur les animaux ainsi que du Metropolitan Museum of Art dont il finance une partie. 
Jules Verne dans son roman Le Chancellor (chapitre I) en fait, à tort, un des propriétaires du Ville de Saint-Nazaire. L'auteur le confond alors avec la ville de Colón qui a en effet porté le nom d'Aspinwall en son honneur lors de sa fondation en 1850.